# Kimberly Casiano
Kimberly Casiano (sinh ngày 21 tháng 12 năm 1957) là một nữ doanh nhân người Puerto Rico. Bà là cựu chủ tịch và giám đốc điều hành của Casiano Communications — nhà xuất bản tạp chí và tạp chí gốc Tây Ban Nha lớn nhất tại Hoa Kỳ. Casiano hiện đang phục vụ trong ban giám đốc của Ford Motor Company, Mutual of America và Mead Mead Johnson Nutrition Company.

## Sự nghiệp kinh doanh
Casiano bắt đầu sự nghiệp kinh doanh của mình vào năm 1981, khi bà thành lập Caribbean Marketing Overseas Corporation, một công ty tư vấn chuyên về tài chính, thương mại và xúc tiến đầu tư giữa Hoa Kỳ, Caribbean và Trung Mỹ. Caribbean Marketing Overseas Corporation đã hợp tác chặt chẽ với Cơ quan Phát triển Quốc tế (A.I.D.) trong các dự án Sáng kiến Lưu vực vùng Caribe. Năm 1988, bà gia nhập doanh nghiệp xuất bản và tiếp thị thuộc sở hữu gia đình - Casiano Communications. Bà giữ một số vị trí quản lý trong công ty cho đến năm 1994, khi bà trở thành chủ tịch của công ty.
Vào tháng 12 năm 2003, bà được bầu vào hội đồng quản trị của Ford Motor Company, trở thành người phụ nữ gốc Tây Ban Nha đầu tiên phục vụ trong hội đồng quản trị của bất kỳ năm hội đồng quản trị Fortune 100 hàng đầu nào. Tại Ford, bà phục vụ trong ba ủy ban của Ford - Kiểm toán; Đề cử và quản trị doanh nghiệp; Bền vững và đổi mới.
Vào tháng 4 năm 2006, bà gia nhập hội đồng quản trị của Mutual of America, cung cấp bảo hiểm và kế hoạch nghỉ hưu cho các tổ chức phi lợi nhuận cũng như các công ty vừa và nhỏ.
Vào tháng 3 năm 2010, Casiano đã tham gia hội đồng quản trị của Công ty Dinh dưỡng Mead Johnson, nhà sản xuất sữa bột trẻ em hàng đầu trên thế giới.